# Иван Попвелков
Иван Попвелков (изписване до 1945 година: Иванъ попъ Велковъ) е български революционер, деец на Вътрешната македонска революционна организация.

## Биография
Роден е в 1881 година в струмишкото село Моноспитово, тогава в Османската империя. При избухването на Балканската война в 1912 година Попвелков е войвода на партизанска чета на Македоно-одринското опълчение, която по-късно влиза в 3-та рота на 13-та кукушка дружина. Служи и в 3-та рота на 15-та щипска дружина.
| Чета на МОО с командир Иван Попвелков | Чета на МОО с командир Иван Попвелков | Чета на МОО с командир Иван Попвелков | Чета на МОО с командир Иван Попвелков | Чета на МОО с командир Иван Попвелков | Чета на МОО с командир Иван Попвелков |
| Номер                                 | Име                                   | Години                                | Околия                                | Селище                                | Бележки                               |
| ------------------------------------- | ------------------------------------- | ------------------------------------- | ------------------------------------- | ------------------------------------- | ------------------------------------- |
|                                       | Андон Трендов                         | 32                                    | Струмишко                             | Моноспитово                           |                                       |
|                                       | Атанас Галев                          | 47                                    | Струмишко                             | Моноспитово                           |                                       |
|                                       | Васил Донев                           | 37                                    | Струмишко                             | Моноспитово                           |                                       |
|                                       | Васил Ицев                            | 26                                    | Струмишко                             | Моноспитово                           |                                       |
|                                       | Васил Манев                           | 38 (42)                               | Струмишко                             | Моноспитово                           |                                       |
|                                       | Васил Стоянов                         | 21                                    | Горноджумайско                        | Сушица                                |                                       |
|                                       | Георги Божилов                        | 22 (23)                               | Струмишко                             | Моноспитово                           |                                       |
|                                       | Георги Манев                          | 45                                    | Струмишко                             | Моноспитово                           |                                       |
|                                       | Димитър Панов                         | 22 (23)                               | Струмишко                             | Моноспитово                           |                                       |
|                                       | Иван Бъсев                            | 32                                    | Струмишко                             | Моноспитово                           |                                       |
|                                       | Илия Спасов                           | 31 (32)                               | Струмишко                             | Моноспитово                           |                                       |
|                                       | Кольо Танчев                          | 29 (33)                               | Струмишко                             | Моноспитово                           |                                       |
|                                       | Коста Митев                           | 28                                    | Струмишко                             | Моноспитово                           |                                       |
|                                       | Коте Лазаров                          | 18                                    | Струмишко                             | Моноспитово                           |                                       |
|                                       | Мано Панов                            | 25                                    | Струмишко                             | Моноспитово                           |                                       |
|                                       | Ристо Коцев                           | 32                                    | Струмишко                             | Моноспитово                           |                                       |
|                                       | Трайко Трендов                        | 47                                    | Струмишко                             | Моноспитово                           |                                       |
|                                       | Трайче Гьоргев                        | 23                                    | Струмишко                             | Моноспитово                           |                                       |
|                                       | Христо Ильов                          | 45                                    | Струмишко                             | Моноспитово                           |                                       |
|                                       | Христо Стойков                        | 25 (26)                               | Горноджумайско                        | Сушица                                |                                       |

Участва и в Първата световна война, като служи в 3-та картечна рота на 64-ти пехотен македонски полк, като телефонист.
След неуспешния край на войната, в 1922 година в Свободна България се включва във възстановената ВМРО и действа като войвода във Вардарска Македония. Заловен е от сръбските власти и лежи три месеца в затвора. Бяга обратно в България. Член е на Илинденската организация, като същевременно е писател и поет.
На 19 април 1943 година, като жител на Струмица, подава молба за българска народна пенсия, която е одобрена и пенсията е отпусната от Министерския съвет на Царство България.